# Исаак (экзарх Равенны)
Исаа́к Армяни́н — экзарх Равенны в 625—643 годах, происходил из армянского рода Камсаракан.

## Биография
В 640 году расквартированное в Риме войско выражает недовольство из-за невыплаты жалования. В Рим едет чиновник (хартулларий) Маврикий, который провоцирует войска на изъятие ценностей из папской резиденции — Латеранского дворца. После трёхдневной осады резиденции её удаётся захватить. Из захваченных ценностей выплачивается жалование войску, оставшееся отдаётся Исааку, который переправляет сокровища в Константинополь императору Ираклию.
Использую полученные средства, Маврикий совершил попытку захвата власти в Риме и провозглашения независимости от Византии, но был арестован экзархом, а затем казнен.
Исаак Армянин с переменным успехом вел военные действия против лангобардов.
К 643 году войско под управлением Исаака потерпело поражение от лангобардов близ реки Панаро. В этой битве погиб и сам экзарх.